# Mèo túi hổ
Mèo túi hổ (Dasyurus maculatus), là một loài động vật có vú trong chi Mèo túi, họ Dasyuridae, bộ Dasyuromorphia. Loài này được Kerr mô tả năm 1792.

## Mô tả
Đây là một loài thú có túi ăn thịt bản địa Úc và được coi là một động vật ăn thịt đỉnh. Nó là loài thú có túi ăn thịt lớn nhất lục địa Úc và dài nhất thế giới, với chiều dài thân 40–76 cm, và khối lương tối đa lên tới 7 kg cho con đực trưởng thành và 4 kg cho con cái trưởng thành.
Có hai phân loài mèo túi hổ được công nhận. Phân loài lớn hơn, D. m. maculatus, được tìm thấy trong các khu rừng ẩm ướt của miền đông nam Australia và Tasmania. Con đực và cái có trọng lượng trung bình tương ứng là 3,5 kg và 1,8 kg, với chiều dài trung bình là 930 mm và 811 mm. Phân loài phía bắc D. m. gracilis, có kích thước nhỏ hơn, có khối lượng trung bình khoảng 1,6 kg với con đực và 1,2 kg với con cái, với chiều dài trung bình tương ứng là 801 mm và 742 mm, được tìm thấy trong một khu vực nhỏ phía bắc bang Queensland và có nguy cơ tuyệt chủng.
Mèo túi hổ có lực cắn mạnh thứ nhì so với kích thước cơ thể trong bất kỳ loài động vật ăn thịt động vật có vú nào còn sống, tạo ra một lực 308 N (31,4 kgf).

## Phân bố
Mèo túi hổ được tìm thấy ở miền đông Úc, nơi có lượng mưa hơn 600 mm mỗi năm. Trong quá khứ, mèo túi hổ đã có mặt trên khắp vùng đông nam Queensland, qua phía đông New South Wales, Victoria, miền đông nam Nam Úc và Tasmania. Tuy nhiên hiện nay mèo túi hổ đã trở nên rất hiếm trong hầu hết các vùng.
Mèo túi hổ sống trong nhiều môi trường, nhưng có vẻ thích rừng ẩm ướt như rừng nhiệt đới và rừng bạch đàn. Chúng sống trên cây, nhưng cũng thường xuyên đi lại trên mặt đất.

## Lối sống
Mèo túi hổ thường hoạt động về đêm và nghỉ ngơi vào ban ngày trong hang. Tổ của chúng có thể là hang ngầm, hang động, khe đá, hốc cây, các hố rỗng, hoặc dưới các ngôi nhà hoặc nhà kho. Lãnh thổ con đực khoảng 580-875 ha và 90-188 ha cho con cái.
Mèo túi hổ sinh sản theo mùa. Chúng giao phối trong giữa mùa đông (tháng Sáu/ tháng Bảy), nhưng con cái có thể sinh sản vào đầu tháng Tư. Việc giao phối có thể kéo dài tới 24 giờ.

## Săn mồi
Con mồi của mèo túi hổ bao gồm côn trùng, tôm càng, thằn lằn, rắn, chim, gia cầm, động vật có vú nhỏ, thú mỏ vịt, thỏ, thú có túi sống trên cây, kangaru pademelon, kangaru wallabi nhỏ, và gấu túi wombat. Chúng có thể ăn xác chết con mồi lớn hơn như như kangaru, heo rừng, bò và chó hoang dingo nhưng không nhiều.
Phần lớn con mồi của mèo túi hổ là sống trên cây. Chúng có thể leo lên cây và săn các loài thú có túi possum và các loài chim vào ban đêm. Chúng tấn công con mồi bởi một vết cắn vào hộp sọ hoặc trên gáy, tùy thuộc vào kích thước của con mồi. Nó giữ con mồi nhỏ bằng chân trước rồi cắn. Với những con mồi lớn, nó nhảy và bám trên lưng rồi cắn cổ.

## Kẻ thù
Mèo túi hổ cũng có thể bị giết bởi quỷ Tasmania, cú mặt nạ Tasmania, chó dingo hoặc chó trong lục địa Úc. Nó cũng có thể là con mồi của đại bàng đuôi nhọn và trăn lớn. Chúng có thể nhường các con quỷ Tasmania trưởng thành, nhưng sẽ đuổi những con chưa trưởng thành khỏi xác động vật. Chúng cũng phải cạnh tranh với các loài ăn thịt được đưa tới như cáo, mèo, và những con chó hoang.

## Hình ảnh

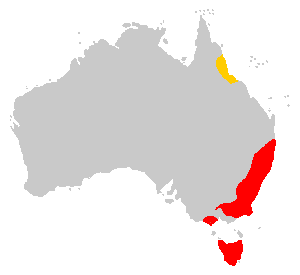
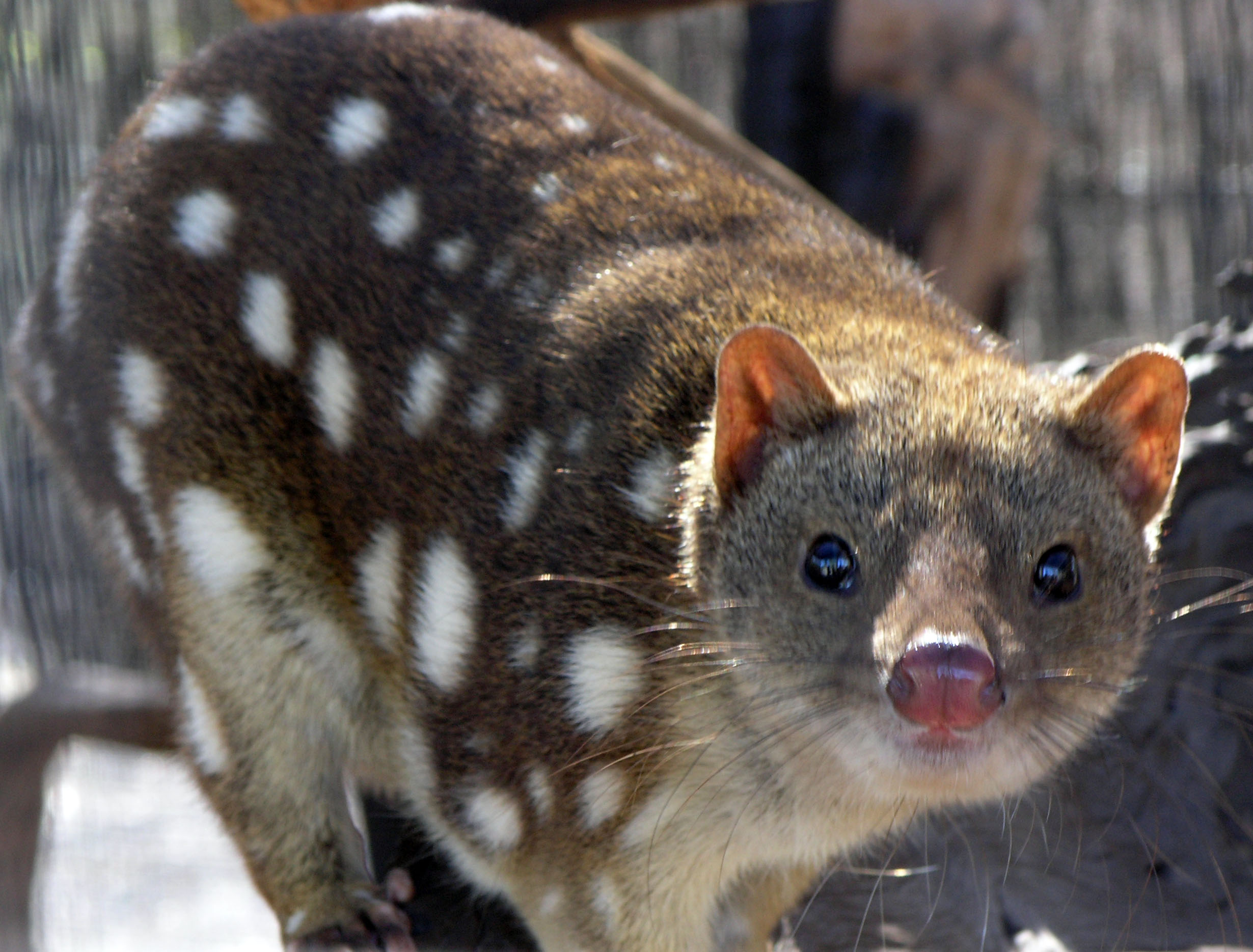
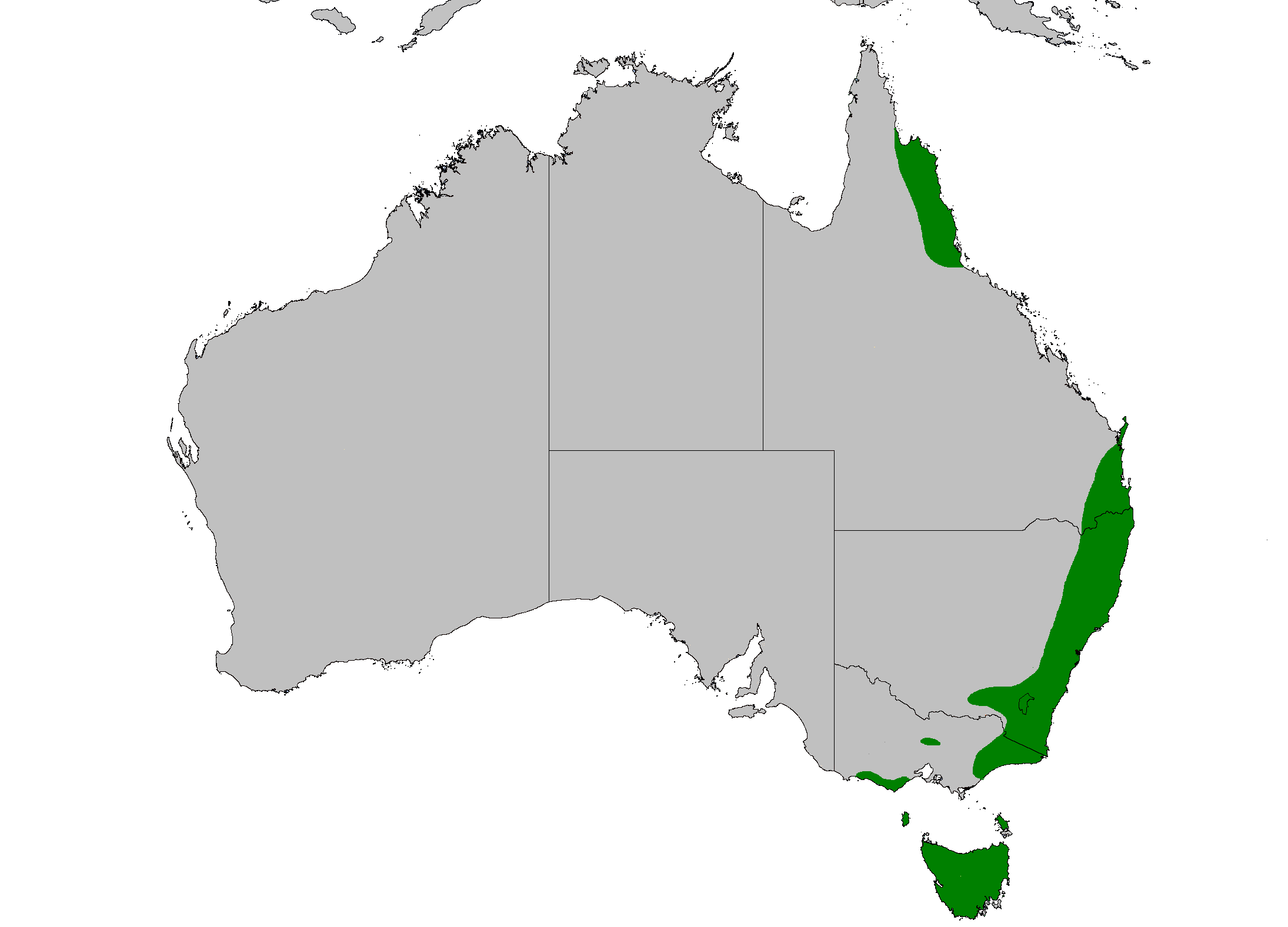
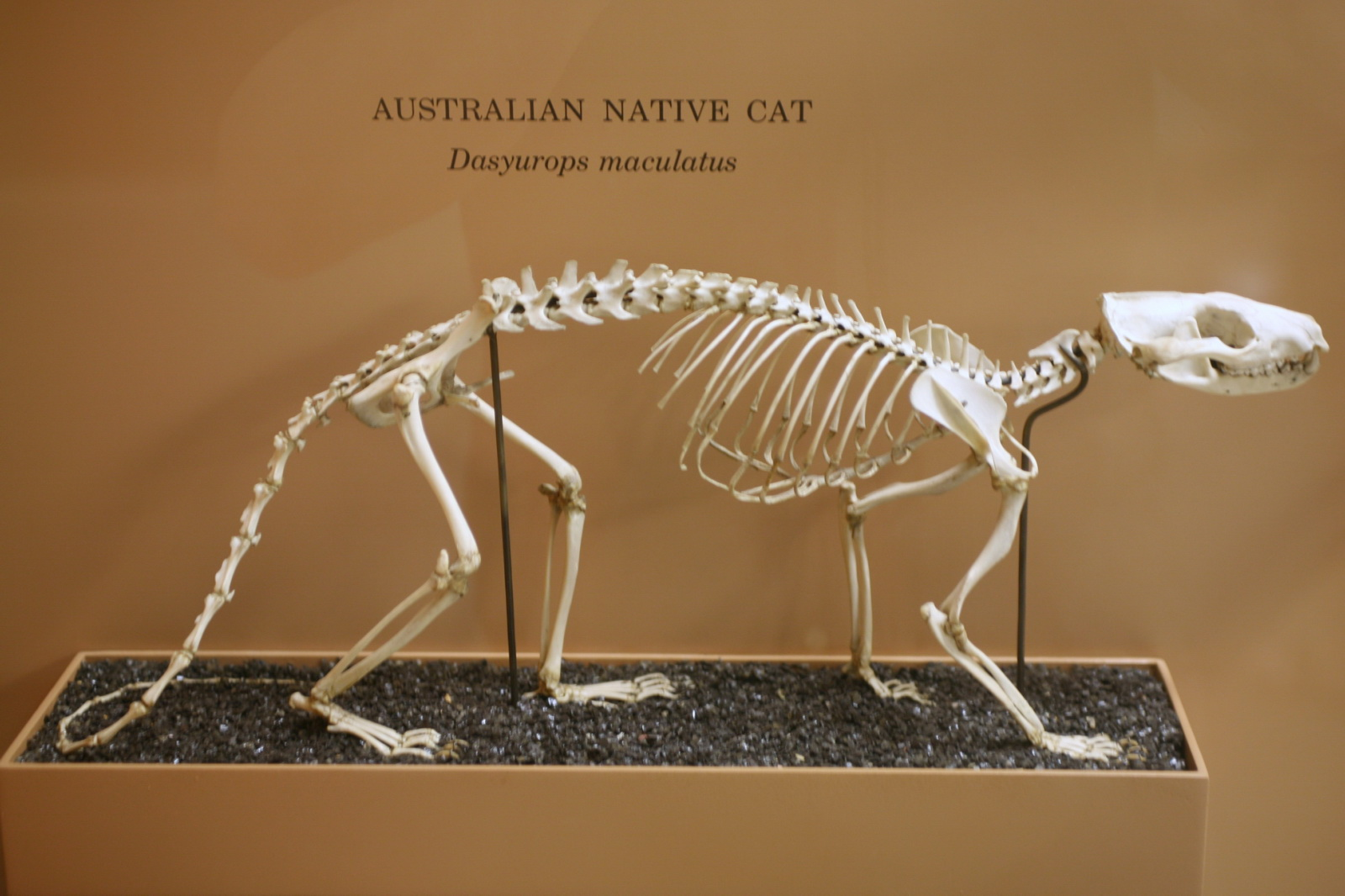